# Mistrzostwa Polski w Łyżwiarstwie Szybkim w Wieloboju Sprinterskim 2006
25. Mistrzostwa Polski w wieloboju sprinterskim odbyły się w dniach 7-8 stycznia 2006 roku na torze Pilica w Tomaszowie Mazowieckim.

## Kobiety
| Pozycja | Zawodniczka        | Klub                       | 500 m | Pkt. | 1000 m | Pkt. | 500 m | Pkt. | 1000 m | Pkt. | Suma pkt. |
| ------- | ------------------ | -------------------------- | ----- | ---- | ------ | ---- | ----- | ---- | ------ | ---- | --------- |
| 01 !    | Karolina Ksyt      | Pilica Tomaszów Mazowiecki |       |      |        |      |       |      |        |      | 176,555   |
| 02 !    | Natalia Czerwona   | MKS Cuprum Lubin           |       |      |        |      |       |      |        |      | 178,945   |
| 03 !    | Marzena Szczepanik | MKS-MOS Pruszków           |       |      |        |      |       |      |        |      | 182,510   |

## Mężczyźni
| Pozycja | Zawodnik            | Klub                       | 500 m | Pkt. | 1000 m | Pkt. | 500 m | Pkt. | 1000 m | Pkt. | Suma pkt. |
| ------- | ------------------- | -------------------------- | ----- | ---- | ------ | ---- | ----- | ---- | ------ | ---- | --------- |
| 01 !    | Artur Waś           | Marymont Warszawa          |       |      |        |      |       |      |        |      | 153,535   |
| 02 !    | Rafał Gąsior        | AZS                        |       |      |        |      |       |      |        |      | 156,245   |
| 03 !    | Arkadiusz Skoneczny | Pilica Tomaszów Mazowiecki |       |      |        |      |       |      |        |      | 160,470   |